# Clásica de San Sebastián 2023
La 42.ª edición de la clásica ciclista Clásica San Sebastián (nombre oficial: Donostiako Klasikoa) fue una carrera en España que se celebró el 29 de julio de 2023 con inicio y final en la ciudad de San Sebastián sobre un recorrido de 230,3 kilómetros.
La carrera formó parte del UCI WorldTour 2023, siendo la vigésima sexta competición del calendario de máxima categoría mundial. El vencedor fue el belga Remco Evenepoel del Soudal Quick-Step y estuvo acompañado en el podio, como segundo y tercer clasificado respectivamente, por el español Pello Bilbao del Bahrain Victorious y el ruso Aleksandr Vlasov del Bora-Hansgrohe.

## Recorrido
La competencia recorrió la provincia de Guipúzcoa en el País Vasco hasta la ciudad de San Sebastián sobre un recorrido de 230,3 kilómetros, así mismo, el número total de puertos de montaña se mantiene con seis pasos, Azcárate, Urraki, Alquiza, Jaizquíbel, Erlaitz y  el último puerto de Murgil Tontorra con una longitud de 2,1 kilómetros al 10,1% para luego descender y finalizar sobre la ciudad de San Sebastián.

## Equipos participantes
Tomaron parte en la carrera 25 equipos: 18 de categoría UCI WorldTeam y 7 de categoría UCI ProTeam. Formaron así un pelotón de 175 ciclistas de los que acabaron 94. Los equipos participantes fueron:
| WorldTeams (18)- AG2R Citroën Team - Alpecin-Deceuninck - Astana Qazaqstan Team - Bahrain Victorious - Bora-Hansgrohe - Cofidis - EF Education-EasyPost - Groupama-FDJ - Ineos Grenadiers - Intermarché-Circus-Wanty - Jumbo-Visma - Lidl-Trek - Movistar Team - Soudal Quick-Step - Arkéa-Samsic - Team DSM-Firmenich - Team Jayco AlUla - UAE Team Emirates ProTeams (7)- Burgos-BH - Caja Rural-Seguros RGA - Equipo Kern Pharma - Euskaltel-Euskadi - Israel-Premier Tech - Lotto Dstny - TotalEnergies |
| |

## Clasificación final
- Las clasificación finalizó de la siguiente forma:[4]

### Clasificación general
| \| Clasificación general \| Clasificación general \| Clasificación general \| Clasificación general \| Clasificación general \| \| Ciclista \| Ciclista \| Equipo \| Tiempo \| \| \| --------------------- \| --------------------- \| ------------------------ \| --------------------- \| --------------------- \| \| 1.º \| Remco Evenepoel \| Soudal Quick-Step \| 5 h 30 min 59 s \| \| \| 2.º \| Pello Bilbao \| Bahrain Victorious \| + 0 s \| \| \| 3.º \| Aleksandr Vlásov \| Bora-Hansgrohe \| + 28 s \| \| \| 4.º \| Neilson Powless \| EF Education-EasyPost \| + 2 min 50 s \| \| \| 5.º \| Ion Izagirre \| Cofidis \| + 2 min 57 s \| \| \| 6.º \| Toms Skujiņš \| Lidl-Trek \| + 3 min 02 s \| \| \| 7.º \| Alex Aranburu \| Movistar Team \| + 3 min 02 s \| \| \| 8.º \| Rui Alberto Costa \| Intermarché-Circus-Wanty \| + 3 min 02 s \| \| \| 9.º \| Andrea Bagioli \| Soudal Quick-Step \| + 3 min 02 s \| \| \| 10.º \| Tiesj Benoot \| Jumbo-Visma \| + 3 min 02 s \| \| \| 11.º \| Juan Ayuso \| UAE Team Emirates \| + 3 min 02 s \| \| \| 12.º \| Alberto Bettiol \| EF Education-EasyPost \| + 3 min 02 s \| \| \| 13.º \| Marc Hirschi \| UAE Team Emirates \| + 3 min 02 s \| \| \| 14.º \| Clément Champoussin \| Arkéa-Samsic \| + 3 min 02 s \| \| \| 15.º \| Carlos Rodríguez \| Ineos Grenadiers \| + 3 min 02 s \| \| \| 16.º \| Jason Osborne \| Alpecin-Deceuninck \| + 3 min 02 s \| \| \| 17.º \| Mikel Landa \| Bahrain Victorious \| + 3 min 02 s \| \| \| 18.º \| Chris Harper \| Team Jayco AlUla \| + 3 min 02 s \| \| \| 19.º \| Jakob Fuglsang \| Israel-Premier Tech \| + 3 min 02 s \| \| \| 20.º \| Felix Gall \| AG2R Citroën Team \| + 3 min 02 s \| \| |                     |                          |                 |
| |                     |                          |                 |
| Fuente: ProCyclingStats |                     |                          |                 |
| Clasificación general |                     |                          |                 |
| Ciclista | Ciclista            | Equipo                   | Tiempo          |
| 1.º | Remco Evenepoel     | Soudal Quick-Step        | 5 h 30 min 59 s |
| 2.º | Pello Bilbao        | Bahrain Victorious       | + 0 s           |
| 3.º | Aleksandr Vlásov    | Bora-Hansgrohe           | + 28 s          |
| 4.º | Neilson Powless     | EF Education-EasyPost    | + 2 min 50 s    |
| 5.º | Ion Izagirre        | Cofidis                  | + 2 min 57 s    |
| 6.º | Toms Skujiņš        | Lidl-Trek                | + 3 min 02 s    |
| 7.º | Alex Aranburu       | Movistar Team            | + 3 min 02 s    |
| 8.º | Rui Alberto Costa   | Intermarché-Circus-Wanty | + 3 min 02 s    |
| 9.º | Andrea Bagioli      | Soudal Quick-Step        | + 3 min 02 s    |
| 10.º | Tiesj Benoot        | Jumbo-Visma              | + 3 min 02 s    |
| 11.º | Juan Ayuso          | UAE Team Emirates        | + 3 min 02 s    |
| 12.º | Alberto Bettiol     | EF Education-EasyPost    | + 3 min 02 s    |
| 13.º | Marc Hirschi        | UAE Team Emirates        | + 3 min 02 s    |
| 14.º | Clément Champoussin | Arkéa-Samsic             | + 3 min 02 s    |
| 15.º | Carlos Rodríguez    | Ineos Grenadiers         | + 3 min 02 s    |
| 16.º | Jason Osborne       | Alpecin-Deceuninck       | + 3 min 02 s    |
| 17.º | Mikel Landa         | Bahrain Victorious       | + 3 min 02 s    |
| 18.º | Chris Harper        | Team Jayco AlUla         | + 3 min 02 s    |
| 19.º | Jakob Fuglsang      | Israel-Premier Tech      | + 3 min 02 s    |
| 20.º | Felix Gall          | AG2R Citroën Team        | + 3 min 02 s    |

## Ciclistas participantes y posiciones finales
Convenciones:
- AB: Abandono
- FLT: Retiro por llegada fuera del límite de tiempo
- NTS: No tomó la salida
- DES: Descalificado o expulsado

## UCI World Ranking
La Clásica de San Sebastián otorgó puntos para el UCI World Ranking para corredores de los equipos en las categorías UCI WorldTeam, UCI ProTeam y Continental. Las siguientes tablas son el baremo de puntuación y los diez corredores que obtuvieron más puntos:
| Posición   | 1.º | 2.º | 3.º | 4.º | 5.º | 6.º | 7.º | 8.º | 9.º | 10.º | 11.º | 12.º | 13.º | 14.º | 15.º | 16.º-20.º | 21.º-30.º | 31.º-50.º | 51.º-55.º | 56.º-60.º |
| Puntuación | 400 | 320 | 260 | 220 | 180 | 140 | 120 | 100 | 80  | 68   | 56   | 48   | 40   | 32   | 28   | 24        | 16        | 8         | 4         | 2         |

| Clasificación |                  |                          |        |
| Ciclista      | Ciclista         | Equipo                   | Puntos |
| ------------- | ---------------- | ------------------------ | ------ |
| 1.º           | Remco Evenepoel  | Soudal Quick-Step        | 400    |
| 2.º           | Pello Bilbao     | Bahrain Victorious       | 320    |
| 3.º           | Aleksandr Vlasov | Bora-Hansgrohe           | 260    |
| 4.º           | Neilson Powless  | EF Education-EasyPost    | 220    |
| 5.º           | Ion Izagirre     | Cofidis                  | 180    |
| 6.º           | Toms Skujiņš     | Lidl-Trek                | 140    |
| 7.º           | Alex Aranburu    | Movistar                 | 120    |
| 8.º           | Rui Costa        | Intermarché-Circus-Wanty | 100    |
| 9.º           | Andrea Bagioli   | Soudal Quick-Step        | 80     |
| 10.º          | Tiesj Benoot     | Jumbo-Visma              | 68     |